# Oddział Odlewnictwa Artystycznego Muzeum w Gliwicach
Oddział Odlewnictwa Artystycznego Muzeum w Gliwicach – filia Muzeum w Gliwicach posiadająca i eksponująca zbiór odlewów artystycznych z brązu i żeliwa.

## Informacje ogólne
Obecnie Oddział Odlewnictwa Artystycznego mieści się w budynku dawnej maszynowni nieistniejącej kopalni „Gliwice”, w Nowych Gliwicach przy ul. Bojkowskiej 37. Główna część ekspozycji autorstwa Mirosława Nizia składa się z czterech kubików (gablot muzealnych) nawiązujących kształtem do pieców hutniczych. Umieszczono w nich eksponaty oraz multimedialne prezentacje dotyczące historii odlewnictwa artystycznego w Gliwicach oraz dziejów hutnictwa i przemysłu na śląsku.

## Historia
Po uruchomieniu w 1796 roku wielkiego pieca opalanego koksem Królewska Odlewnia Żeliwa w Gliwicach była jednym z najnowocześniejszych zakładów produkcyjnych w Europie pod koniec XVIII wieku. W 1991 roku przeszła na własność gliwickiego muzeum.
Do 18 stycznia 2010 roku wystawa znajdowała się w XIX-wiecznej hali produkcyjnej Królewskiej Odlewni Żeliwa, na terenie Gliwickich Zakładów Urządzeń Technicznych (GZUT), przy ul. Robotniczej 2 w Gliwicach. Kolekcja odlewów artystycznych była wystawiona w dwóch salach ekspozycyjnych.
Nowa ekspozycja przy ul. Bojkowskiej została otwarta 1 października 2010 roku.

## Galeria

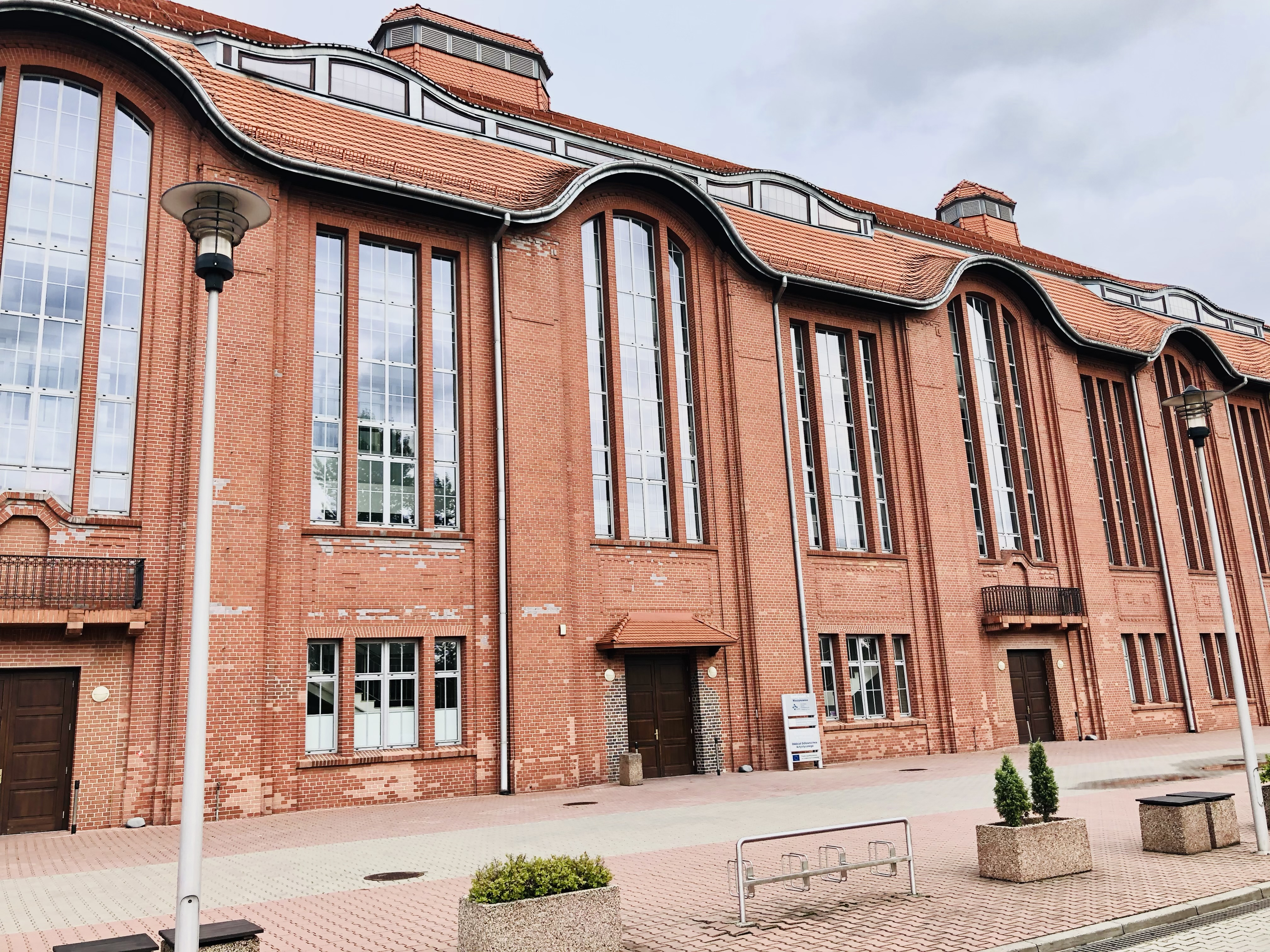
Fasada budynku
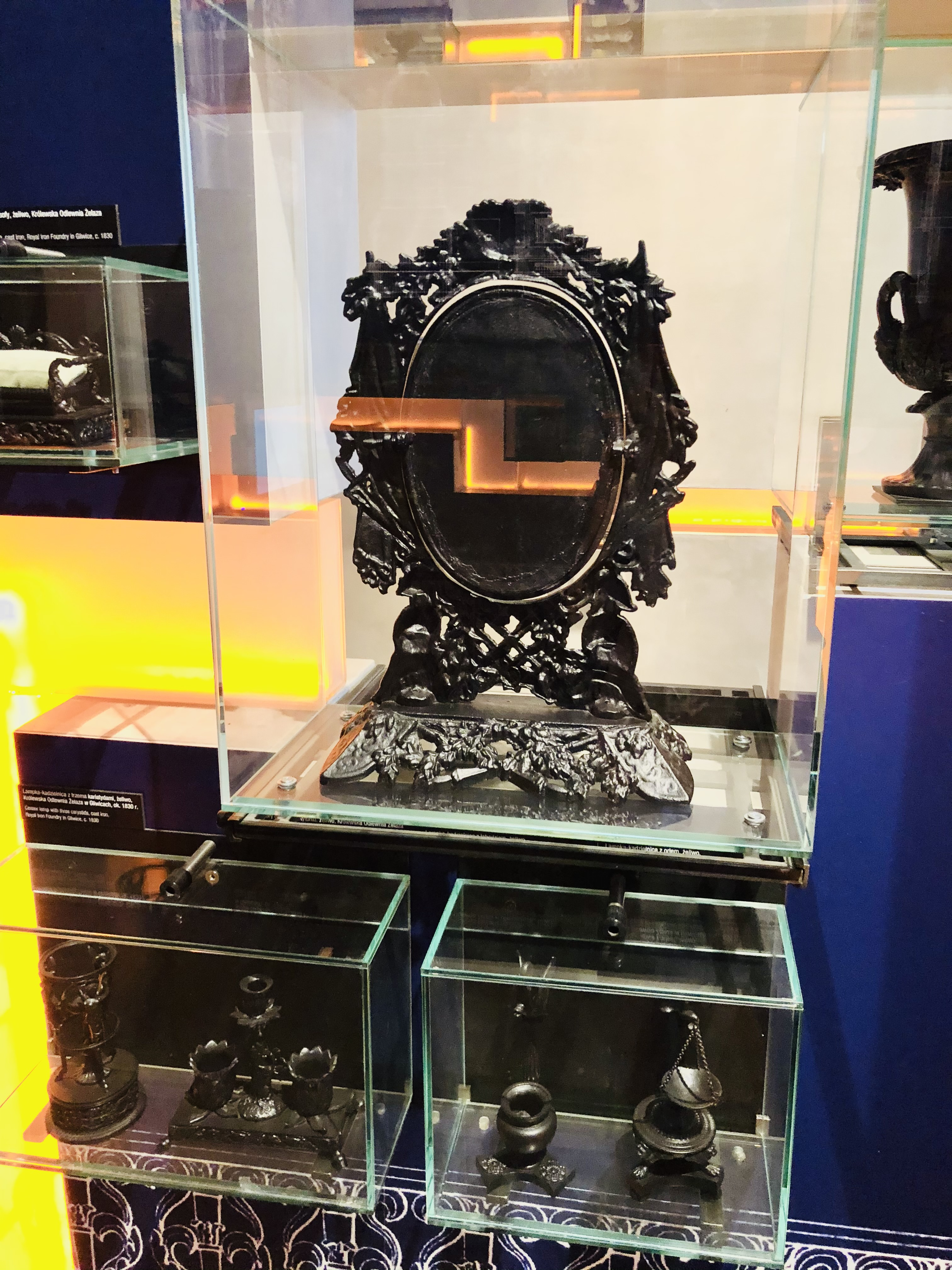
Gabloty z eksponatami
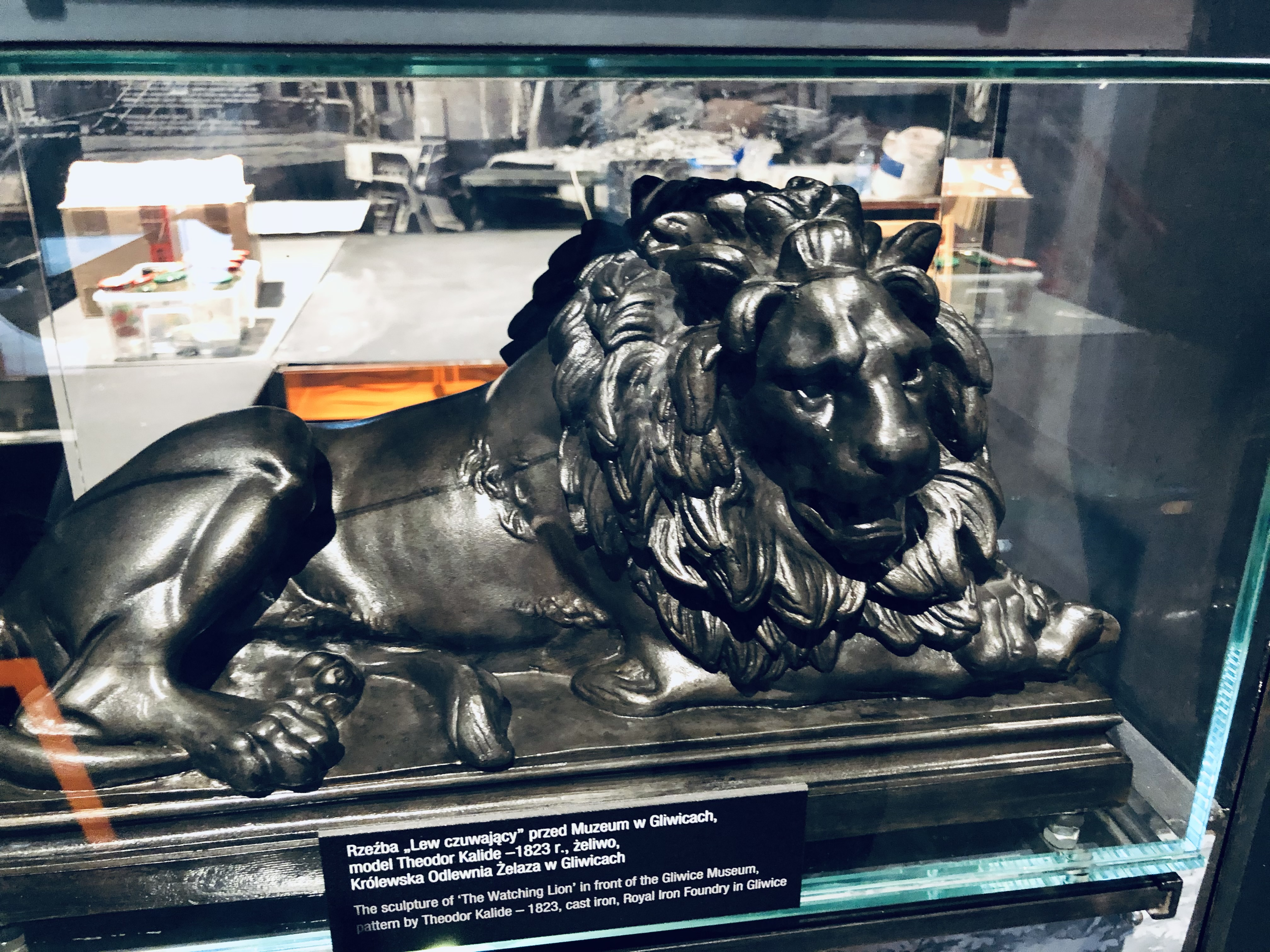
Model rzeźby „Lew czuwający”
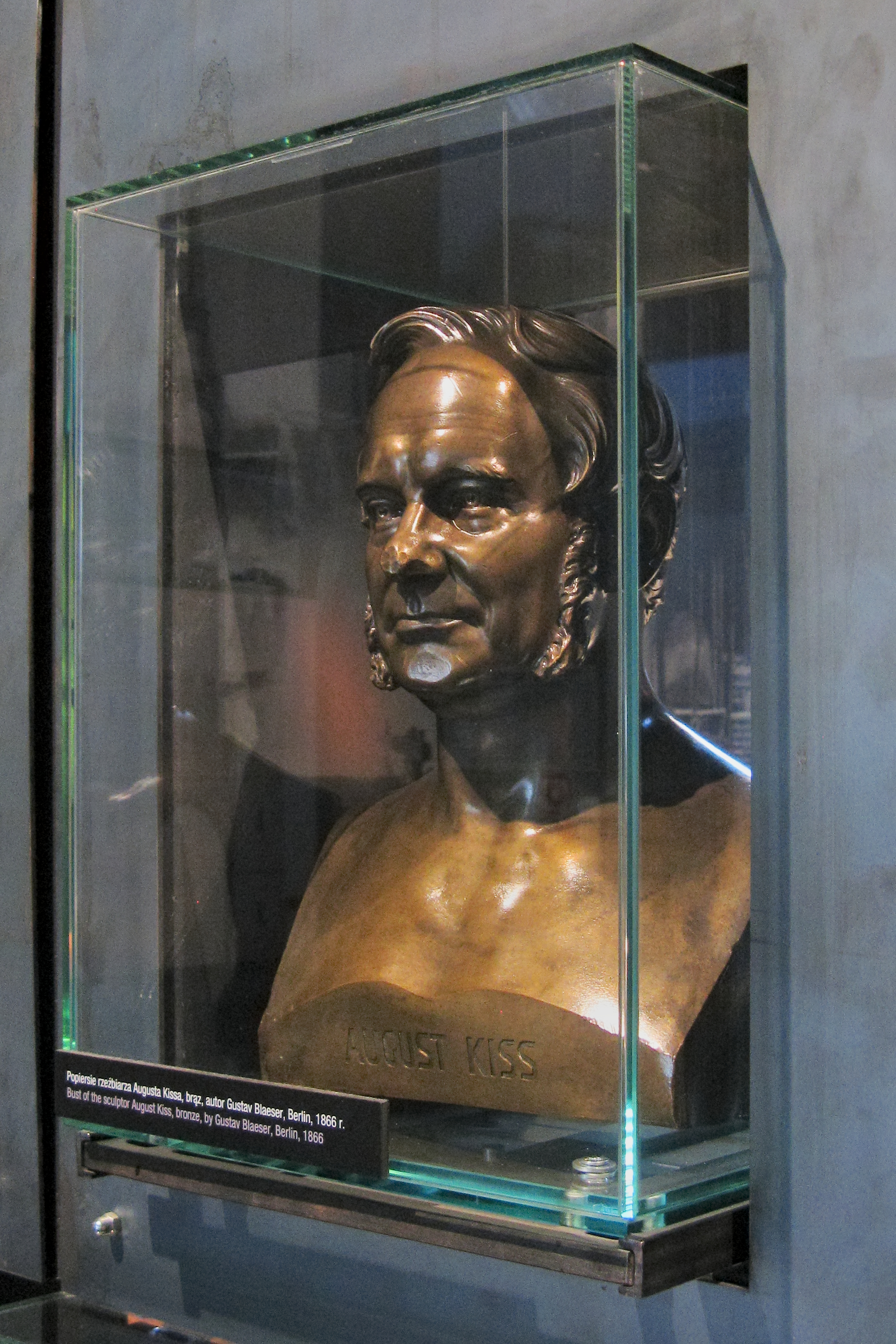
Popiersie Augusta Kissa autorstwa Gustava Blaesera